# Харьковский завод специальных машин
Харьковский завод специальных машин (укр. Харківський завод спеціальних машин) — государственное предприятие военно-промышленного комплекса Украины.

## История

### 1943—1991
Предприятие начинает свою историю с апреля 1943 года, когда приказом по Упроформу Закавказского фронта в городе Черкесск была сформирована 17-я подвижная база по ремонту колесных машин и тракторов в полевых условиях. А 25 июля 1943 года приказом Северо-Кавказского военного округа 17-я ремонтная база была преобразована в авторемонтный завод № 110. Двигаясь за войсками, авторемонтный завод переместился сначала в Таганрог, а затем в Харьков.
Основным направлением производственной деятельности завода стало восстановление автомобильной техники, состоявшей на вооружении советской армии.
С момента основания завод производил ремонт и восстановление следующей техники:
1943—1950 гг. — ГАЗ-АА, ЗИС-5, М-1, Форд-6, Шевроле, Студебекер.
1950—1955 гг. — ЗИС-12, ЗИС-5А, Опель Капитан.
1956—1960 гг. — ЗИС-12, КрАЗ-219, ЯАЗ-210, ЗИЛ-150, МАЗ-200, МАЗ-205.
1961—1965 гг. — КрАЗ-219, ЯАЗ-210, ЗИЛ-150, МАЗ-200, МАЗ-500, МАЗ-501, ГАЗ-69, К-51.
В 1970-х годах завод освоил ремонт автомобилей Урал-375Д и его модификаций, включая ремонт и сборку нового на тот момент двигателя КамАЗ-740, которыми оснащался автомобиль Урал-4320. Также на заводе продолжался ремонт других образцов техники: МАЗ-500, МАЗ-504, МАЗ-509, МАЗ-5335, ремонт двигателей КамАЗ-740, ЯМЗ-236, ЯМЗ-238, ЗИЛ-130, Урал-375Д и др.
С конца 1980-х годов в связи с сокращением военных заказов завод перешёл на хозрасчёт и самофинансирование.

### После 1991
После провозглашения независимости Украины, 110-й автомобильный ремонтный завод был передан в подчинение министерства обороны Украины и получил новое наименование: «Харьковский автомобильный ремонтный завод» (в/ч А-1144).
В ходе конверсии производства завод освоил выпуск гражданской продукции (культиваторов, бетоносмесителей), ремонт двигателей марки СМД, переоснастку тракторов Т-150 двигателями ЯМЗ-236, ЯМЗ-238.
После 1991 года основным направлением деятельности завода стало изготовление на базе конверсионных автомобилей гражданской спецтехники для предприятий деревообрабатывающей отрасли и нефтегазового комплекса: лесовозов, трубовозов, трубоплетевозов, вахтовых автомобилей.
В конце 1990-х завод освоил производство снегоуборочных машин.
В 2001 году завод совместно с ХКБМ им. А. А. Морозова начал разработку модернизированного варианта 122-мм РСЗО «Град» на шасси КрАЗ-260. Разработка машины, получившей наименование БМ-21К, была завершена в 2008 году.
По состоянию на начало 2008 года, завод имел возможность:
- выпускать эвакотягачи КЭТ-Л, коробки отбора мощности боевой машины БМ-21-1, запасные части и комплектующие для автомашин «Урал»[3]
- модернизировать автомашины «Урал-375» путём замены бензинового двигателя на дизельный двигатель КАМАЗ-740/3 или ЯМЗ-238[3]
- производить перемонтаж боевой части 122-мм РСЗО БМ-21 «Град» на шасси «Урал-4320»[3]
- выполнять капитальный ремонт автомашин МАЗ-500, МАЗ-5334, МАЗ-5335; двигателей ЗИЛ-130, ЗИЛ-375, КАМАЗ-740/1, КАМАЗ-740/3, ЯМЗ-236, агрегатов автомобильной техники[3]
- выполнять ремонт двигателей ЗИЛ-130, ЗИЛ-375, КАМАЗ-740/1, КАМАЗ-740/3, ЯМЗ-236, ЯМЗ-238, топливной аппаратуры дизельных двигателей, иных агрегатов автомобильной техники[3]
- осуществлять обучение ремонту автомобильной техники[3]

После создания в декабре 2010 года государственного концерна «Укроборонпром», завод был включён в состав концерна.
С 2010 года завод освоил выпуск универсальных мастерских для обслуживания различных видов спецтехники. В дальнейшем, был налажен серийный выпуск мастерских типа МТО-1, МТО-2, КПМ, СРЗ-А

## Современное состояние

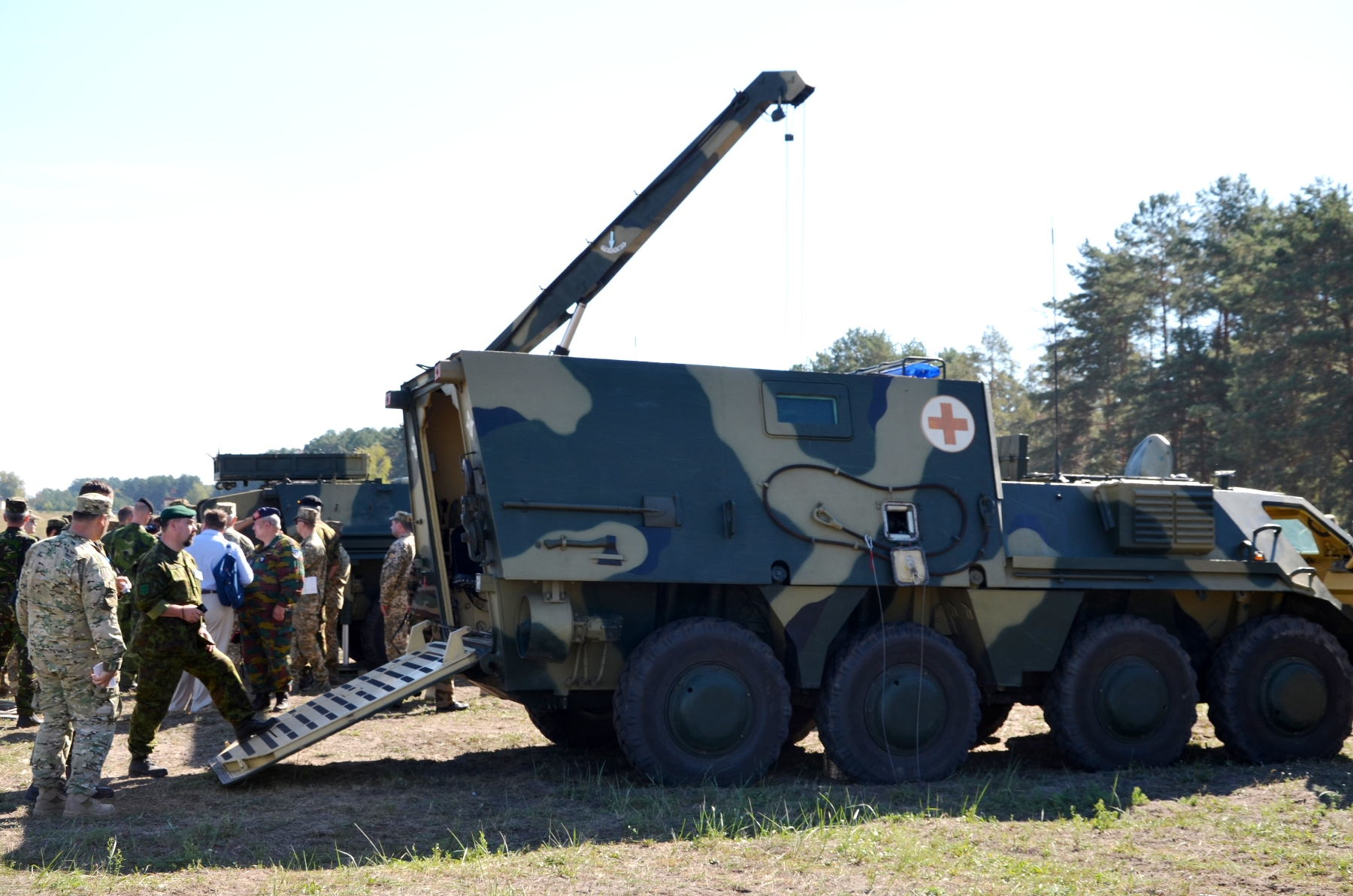
Специальная машина БММ-4С производства завода, 2016 г.

В начале февраля 2014 завод заключил контракт с харьковским приборостроительным заводом им. Т. Г. Шевченко на поставку 10 комплектов приборных панелей для бронетехники (общей стоимостью 1 млн. гривен).
В мае 2014 на заводе работали около 500 человек и имелось около 1200 единиц оборудования.
Весной 2014 года по результатам проверки деятельности завода была выявлена недостача 62 единиц автомобильной техники министерства обороны Украины общей стоимостью свыше 1,4 млн гривен, находившейся на хранении на территории завода. В дальнейшем, было установлено, что техника была утрачена в 2007—2009 гг..
В начале июля 2014 года министерство обороны Украины выделило заводу 10,14 млн гривен на выполнение капитального ремонта автомобильной техники и автомобильных двигателей для вооружённых сил Украины.
Во втором полугодии 2014 года завод начал выпуск колёсных бронированных медицинских машин БММ-4С на базе БТР-4.
В 2014 году завод выпустил продукции на сумму 10 млн гривен (превысив показатели 2013 года)
В начале апреля 2015 года министерство обороны Украины выделило заводу средства на выполнение капитального ремонта грузовиков «Урал».
В начале июня 2015 года ГК «Укроборонпром» объявил конкурс на должность директора Харьковского завода специальных машин (поскольку прежний директор был снят с должности).
В июне 2015 года министерство обороны Украины выделило заводу средства на выполнение ремонта повреждённых автомашин «Урал».
Согласно отчёту ГК «Укроборонпром», в течение 2015 года завод выполнил ремонт нескольких десятков бронетранспортёров БТР-60 и БТР-70, а также капитальный ремонт эвакотягачей КЭТ-Л, грузовиков УРАЛ-4320, УРАЛ-43202, а также КПП для УРАЛ-4320